# Bangladesh Championship League
La Bangladesh Championship League es la segunda categoría de fútbol en Bangladés. Fue fundada en 2012 y es organizada por la Federación de Fútbol de Bangladés.

## Origen
La segunda categoría del país fue creada en el año 2012, cinco años después de que la Federación de Fútbol de Bangladés introdujera el fútbol profesional al país. Los dos mejores clubes en la clasificación final del campeonato logran el ascenso a la Liga Premier de Bangladés.

## Historial
Los campeones han sido:
| Temporada | Campeón                                            | Subcampeón                                         |                                                    |
| --------- | -------------------------------------------------- | -------------------------------------------------- | -------------------------------------------------- |
| 2012      | Cox City Sporting Club                             | Uttar Baridhara Club                               |                                                    |
| 2013      | Chittagong Abahani Limited                         | Uttar Baridhara Club                               |                                                    |
| 2014      | Rahmatganj MFS                                     | Farashganj SC                                      |                                                    |
| 2015-16   | Uttar Baridhara Club                               | Arambagh KS                                        |                                                    |
| 2016      | Fakirerpool Young Men's Club                       | Saif SC                                            |                                                    |
| 2017      | Bashundhara Kings                                  | NoFeL SC                                           |                                                    |
| 2018-19   | Bangladesh Police FC                               | Uttar Baridhara Club                               |                                                    |
| 2019-20   | Torneo cancelado debido a la Pandemia de COVID-19. | Torneo cancelado debido a la Pandemia de COVID-19. | Torneo cancelado debido a la Pandemia de COVID-19. |
| 2021      | Swadhinata KS                                      | NoFeL SC                                           |                                                    |
| 2021-22   | Fortis FC                                          | AFC Uttara                                         |                                                    |

## Palmarés por equipo
| Club                         | Títulos | Subcam. | Años campeón | Años subcampeón     |
| ---------------------------- | ------- | ------- | ------------ | ------------------- |
| Uttar Baridhara Club         | 1       | 3       | 2015-16      | 2012, 2013, 2018-19 |
| Cox City Sporting Club       | 1       | -       | 2012         |                     |
| Chittagong Abahani Limited   | 1       | -       | 2013         |                     |
| Rahmatganj MFS               | 1       | -       | 2014         |                     |
| Fakirerpool Young Men's Club | 1       | -       | 2016         |                     |
| Bashundhara Kings            | 1       | -       | 2017         |                     |
| Bangladesh Police FC         | 1       | -       | 2018-19      |                     |
| Swadhinata KS                | 1       | -       | 2020-21      |                     |
| Fortis FC                    | 1       | -       | 2021-22      |                     |
| NoFeL SC                     | -       | 2       |              | 2017, 2020-21       |
| Farashganj SC                | -       | 1       |              | 2014                |
| Saif SC                      | -       | 1       |              | 2016                |
| Arambagh KS                  | -       | 1       |              | 2015-16             |
| AFC Uttara                   | -       | 1       |              | 2021-22             |